# Merry Christmas (The Supremes)
Merry Christmas è un album natalizio del gruppo musicale femminile R&B statunitense The Supremes, pubblicato nel 1965 dalla Motown Records, in contemporanea all'uscita di The Supremes at the Copa.

## Tracce

### Lato A
1. White Christmas (Irving Berlin)
2. Silver Bells (Ray Evans, Jay Livingston)
3. Born of Mary (Tradizionale)
4. Children's Christmas Song (Harvey Fuqua, Isabelle Freeman)
5. The Little Drummer Boy (Harry Simeone, Katherine K. Davis, Henry Onorati)
6. My Christmas Tree (Jimmy Webb)

### Lato B
1. Rudolph the Red-Nosed Reindeer (Johnny Marks)
2. Santa Claus Is Coming to Town (J. Fred Coots and Haven Gillespie)
3. My Favorite Things (Richard Rodgers, Oscar Hammerstein II)
4. Twinkle Twinkle Little Me (Ron Miller, William O'Malley)
5. Little Bright Star (Al Capps, Mary Dean)
6. Joy to the World (Tradizionale)

## Singoli
- Children's Christmas Song/Twinkle Twinkle Little Me (Motown 1085, 1965)

## Classifiche
| Classifica(1965/1966)               |   |
| ----------------------------------- | - |
| U.S. Billboard Holiday Albums Chart | 6 |